# Byrsalepis mikindana
Byrsalepis mikindana är en skalbaggsart som beskrevs av Brenske 1898. Byrsalepis mikindana ingår i släktet Byrsalepis och familjen Melolonthidae. Inga underarter finns listade.